# 雅努斯二世
雅努斯二世（波蘭語：Janusz II płocki，約1455年—1495年2月16日），普沃茨克公爵，華沙公爵波列斯瓦夫四世的幼子。

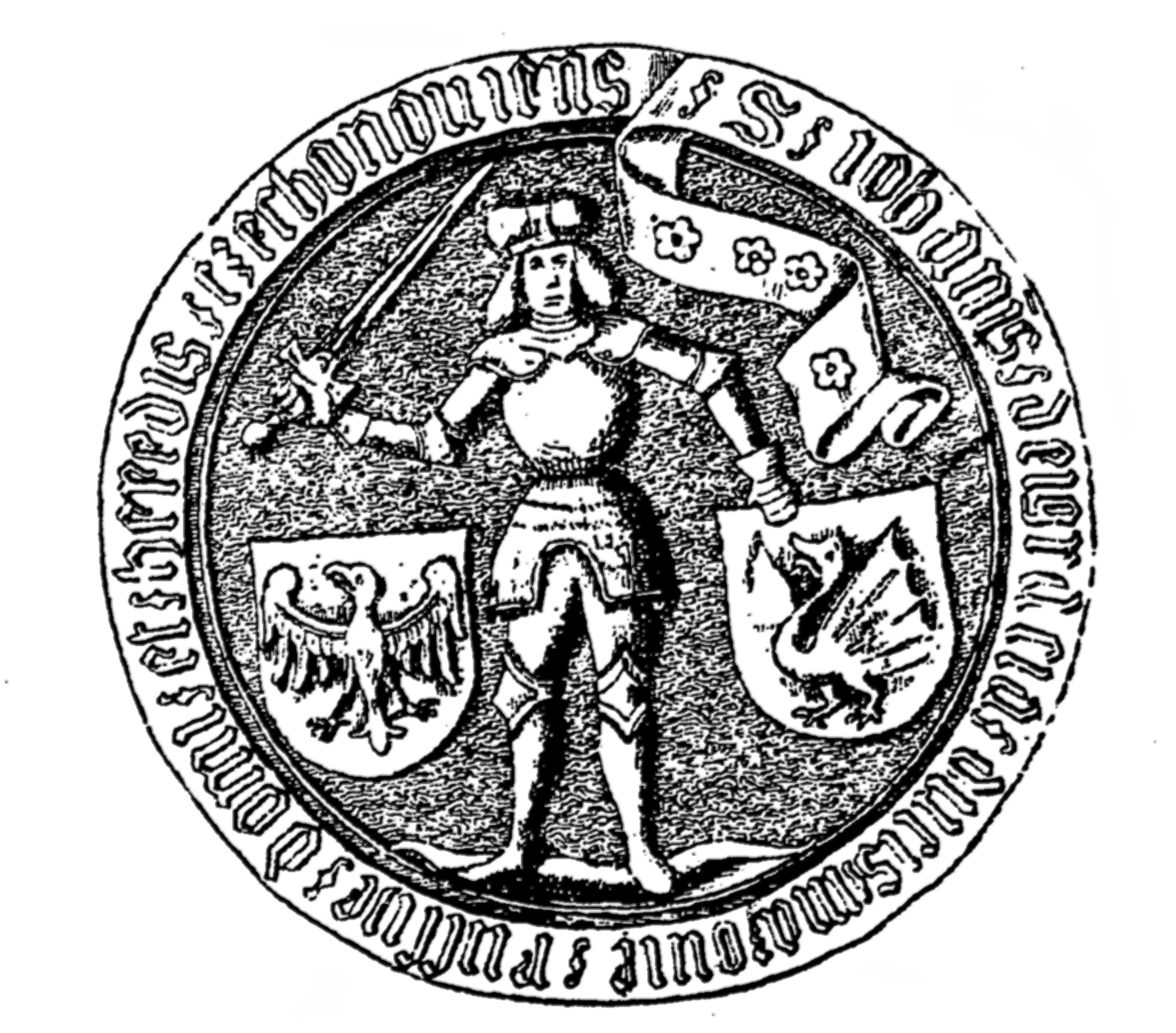
雅努斯二世的印章

雅努斯二世終生未婚，1495年於普沃茨克去世。